# 李維澈
李維澈，台灣企業家，利維能源公司（龍騰礦業）創辦人兼執行長。李維澈2014年3月從在西雅圖機場遭到逮捕，並且被以涉嫌2項罪名遭到收押。李維澈因涉嫌詐欺已向法院認罪，可能面臨5年的刑期。
在這之前，他捐給中原大學一億元新台幣去蓋該校的聯合行政大樓。